# Августа Елизабет фон Вюртемберг
Августа Елизабет фон Вюртемберг (на немски: Auguste Elisabeth von Württemberg; * 30 октомври 1734, Щутгарт; † 4 юни 1787, дворец Хорнберг, Шварцвалд) е херцогиня от Херцогство Вюртемберг и чрез женитба княгиня на Турн и Таксис (1773 – 1776).

## Биография
Тя е дъщеря на фелдмаршал херцог Карл Александер фон Вюртемберг (1684 – 1737) и съпругата му Мария Августа фон Турн и Таксис (1706 – 1756), дъщеря на княз Анселм Франц фон Турн и Таксис (1681 – 1739) и съпругата му принцеса Мария Лудовика Анна Франциска фон Лобковиц (1683 – 1750).
Августа Елизабет се омъжва на 3 септември 1753 г. в Щутгарт за братовчед си княз Карл Анселм фон Турн и Таксис (1733 – 1805), най-възрастният син на княз Александер Фердинанд фон Турн и Таксис (1704 -1773) и първата му съпруга маркграфиня София Христина Луиза фон Бранденбург-Байройт (1710 – 1739).
Августа Елизабет прави множество опита за самоубийство и убийство на нейния съпруг. Карл Анселм я изгонва на 5 януари 1776 г. и я поставя под строг домашен арест в дворец Тругенхофен при Дишинген (по-късно преименуван на дворец Таксис) и след това, след разбиране с нейния брат херцог Карл Евгений фон Вюртемберг, от 1780 г. в дворец Хорнберг в Шварцвалд, където тя умира след удар на 4 юни 1787 г. на 52 години. Погребана е в католическия отдел на фамилната гробница на Вюртембергите в дворцовата капела в Лудвигсбург. По време на нейния престой в двореца са направени градини.

## Деца
Августа Елизабет и Карл Анселм фон Турн и Таксис имат 8 деца:
- Мария Терезия (1757 – 1776), омъжена на 25 август 1774 в дворец Тругенхофен за княз Крафт Ернст фон Йотинген-Валерщайн (1748 – 1802)
- София Фридерика Доротея Хенриета (1758 – 1800), омъжена I. на 31 декември 17751 г. в Регенсбург за принц Хироним Винценц Радзивил († 1786), II. ок. 1795 г. за Казановски, III. ок. 1797 г. за граф Остророг
- Франц Йохан Непомук (1759 – 1760)
- Хенрика Каролина (1762 – 1784), омъжена на 21 април 1783 г. в Регенсбург за княз Йохан Алойз II фон Йотинген-Йотинген и Йотинген-Шпилберг (1758 – 1797)
- Александер Карл (1763 – 1763)
- Фридерика Доротея (1764 – 1764)
- Карл Александер (1770 – 1827), 5. княз на Турн и Таксис, женен на 25 май 1789 г. в Нойщрелиц за херцогиня Тереза Матилда фон Мекленбург-Щрелиц (1773 – 1839), дъщеря на велик херцог Карл II фон Мекленбург
- Фридрих Йохан Непомук (1772 – 1805), принц фон Турн и Таксис, неженен